# Avis Rent a Car
Avis ist eines der weltweit größten Mietwagenunternehmen mit Sitz in Parsippany, New Jersey, USA und gehört zur Avis Budget Group.

## Geschichte
Avis wurde 1946 von Warren Edward Avis (1915–2007) in Detroit gegründet. Von dort expandierte das Unternehmen über die ganzen USA. 1956 wurden die ersten internationalen Zweigstellen in Europa, Kanada und Mexiko eröffnet. Heute gibt es mehr als 4000 davon. Die Europazentrale befindet sich im englischen Bracknell, ca. 40 Meilen westlich von London, die Deutschlandzentrale im hessischen Oberursel bei Frankfurt am Main.
Seit 1963 benutzt Avis den von der Werbeagentur DDB Worldwide kreierten Slogan We try harder. Dieser entstand im direkten Vergleich von Avis mit dem US-Konkurrenten und damaligen Branchenprimus Hertz: „Wir sind zwar nur Nummer zwei, daher bemühen wir uns mehr.“ Diese Kampagne wird von Werbefachleuten immer wieder als herausragende, historische Marketingstrategie gewürdigt.
Im Laufe seiner Geschichte hatte Avis verschiedene Eigner:
- 1962 – Lazard
- 1965 – ITT Corporation
- 1972 – ITT bringt Avis an die Börse
- 1977 – Norton Simon
- 1983 – Esmark (mit der Übernahme von Norton Simon)
- 1984 – Beatrice Foods (mit der Übernahme von Esmark)
- 1986 – Wesray Capital (KKR übernimmt Beatrice und verkauft Avis)
- 1987 – Mehrheitsanteile werden an die eigenen Mitarbeiter verkauft
- 1989 – General Motors (kauft eine Minderheitsbeteiligung von 29 %)
- 1996 – Hospitality Franchise Systems (HFS) übernimmt Avis
- 1997 – HFS bringt Avis wieder an die Börse
- 2001 – Cendant kauft alle Avis-Anteile
- 2006 – Cendant teilt sich in vier Unternehmen auf, Avis kommt zur Avis Budget Group
- 2011 – Avis Budget Group übernimmt den bisherigen Lizenznehmer Avis Europe PLC. Die europäischen Aktivitäten waren im Jahr 1986 rechtlich abgetrennt worden.

## Deutschland
Avis in Deutschland

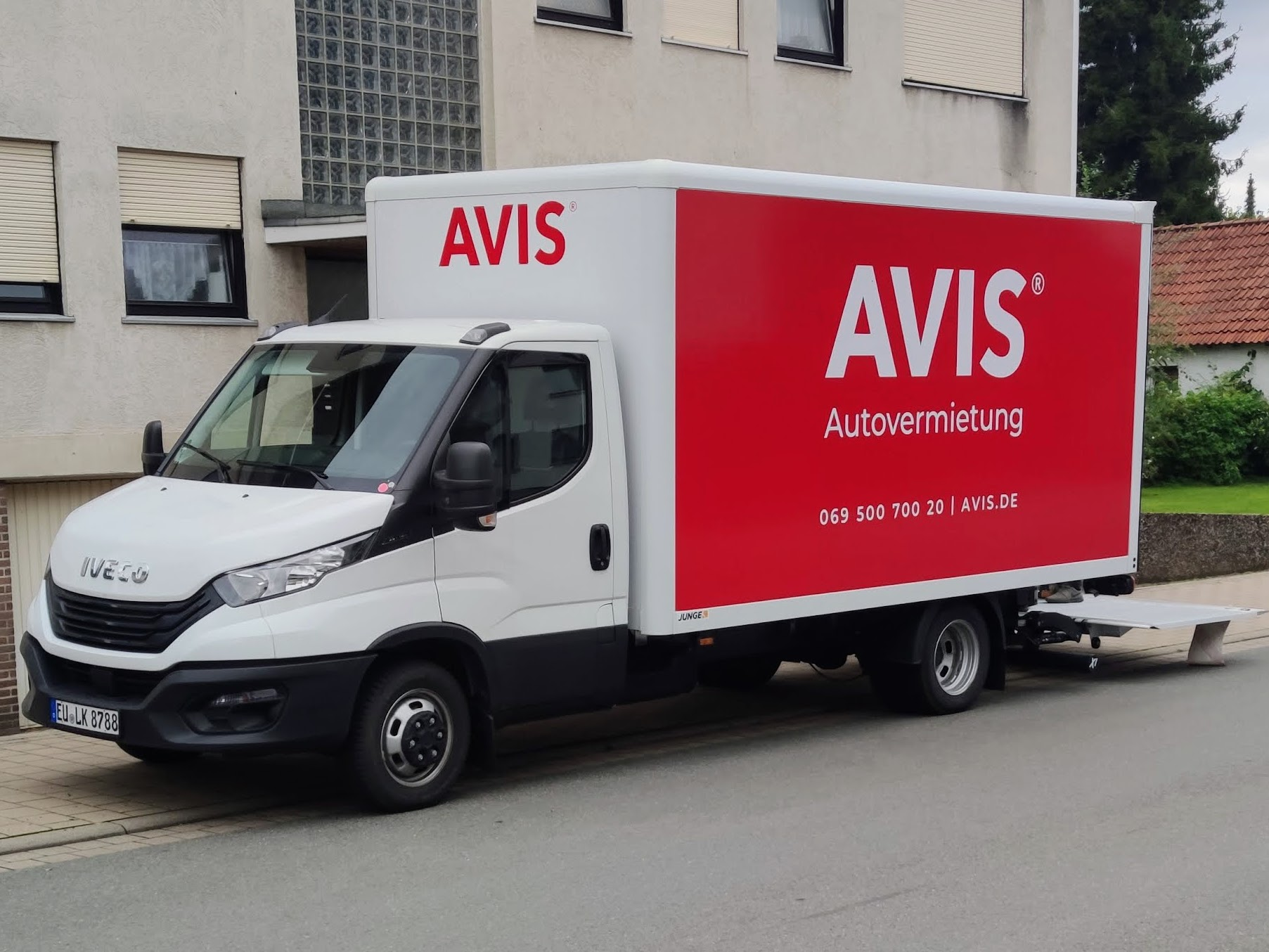
Ein Iveco Daily von Avis

- Avis Budget Autovermietung GmbH & Co. KG
  - Firmensitz in Oberursel/Taunus
  - Gründung 1965, hervorgegangen aus der Metro Autovermietung
  - 100-prozentiger Gesellschafter ist Avis Budget Group.
  - Stammkapital: 8,64 Millionen Euro
  - Vorsitzender der Geschäftsführung: Martin Gruber/Matthias Kaufmann
- Marktanteil 2008: 13 Prozent
- Stationsnetz 2008: 336
- Flotte 2008:
  - Durchschnittsbestand: ca. 22.000
  - Durchschnittsalter der Fahrzeuge: fünf bis sechs Monate
- Mitarbeiter: 1.380

## Trivia
Die Nummernschilder der Avis PKW in Deutschland, welche auf die Avis Budget Autovermietung in Oberursel zugelassen sind, haben das Unterscheidungszeichen „EU“ (Kreis Euskirchen) und die erste Erkennungsnummer beginnt mit einem „A“, wobei die zweite Erkennungsnummer fortlaufend ist (Beispiel Stand April 2020: EU-AK 3758). PKW, die von Lizenznehmern dem Fahrzeugpool von Avis beigesteuert werden, weichen von dieser Regel ab. Beispielsweise beginnen die Erkennungsnummern der PKW von Wucherpfennig und Krohn GmbH mit „K“ oder „W“ (z. B. EU-KW 1234). Bei Transportern und Kleinbussen beginnen ebenfalls abweichend die Kennzeichen ab der Erkennungsnummer mit "L" (z. B. EU-LK 4578). Eine weitere Besonderheit stellt die Prestige-Klasse Porsche mit dem Kennzeichen LB-XX-XXXX (Kreis Ludwigsburg) dar.